# Йоганн Порт
Йоганн Порт (нім. Johann Port; 3 лютого 1915, Бернкастель-Кюс — 27 березня 2006, Бернкастель-Кюс) — німецький військовик, оберфельдфебель вермахту (1 грудня 1942 року). Кавалер Лицарського хреста Залізного хреста.

## Біографія
2 листопада 1937 року поступив на службу кулеметником у 8-му роту 105-го піхотного полку, з 1 березня 1940 року — командир відділення своєї роти. З 31 жовтня 1940 року — командир відділення 8-ї роти 266-го піхотного полку, з 1 березня 1942 року — командир взводу своєї роти. 12 червня 1942 року був поранений і відправлений на лікування. У 1943 —1944 роках — інструктор 125-го запасного гренадерського батальйону. У 1944 році призначений командиром взводу 714-го гренадерського полку. 16 березня 1945 року взятий у полон.

## Нагороди
- Медаль «За Атлантичний вал» (20 березня 1940)
- Залізний хрест
  - 2-го класу (21 вересня 1941)
  - 1-го класу (15 грудня 1941)
- Штурмовий піхотний знак в сріблі (1 листопада 1941)
- Нагрудний знак «За поранення»
  - в чорному (12 червня 1942)
  - в сріблі (17 січня 1945)
- Медаль «За зимову кампанію на Сході 1941/42» (15 липня 1942)
- Лицарський хрест Залізного хреста (25 серпня 1942)
- Медаль «Хрестовий похід проти комунізму» (Румунія)
- Кримський щит